# Marjatta Väänänen
Helmi Marjatta Väänänen, född Kittilä den 9 augusti 1923 i Jyväskylä, död 16 oktober 2020 i Helsingfors, var en finländsk politiker.
Väänänen, som blev filosofie magister 1950, tjänstgjorde inom pressen och mejerinäringen och var slutligen chef för Valios informationsavdelning 1975–1986. Hon tillhörde politiskt Centern i Finland och representerade detta parti i Finlands riksdag 1975–1991. Hon var kulturminister 1972–1975, undervisningsminister 1976–1977 och andra social- och hälsovårdsminister 1982–1983. Hon skrev memoarerna Suoraan eestä Suomenmaan (1996).

## Utmärkelser
- Kommendörstecknet av Finlands Lejons orden[5]
- Finlands idrottskulturs förtjänstkors i guld[5]
- Krigsinvalidernas förtjänstkors[5]
- Militärens förtjänstmedalj[5]
- Kommendör av Senegals Lejonorden[6]

[Redigera Wikidata]

### Webbsidor
- ”Väänänen, Marjatta”. Biografiskt lexikon för Finland. Helsingfors: Svenska litteratursällskapet i Finland. 2008–2011. URN:NBN:fi:sls-4894-1416928957500
- Väänänen, Marjatta i Uppslagsverket Finland (webbupplaga, 2012). CC-BY-SA 4.0
- MT: Centerns opinionsbildare Marjatta Väänänen död. Hufvudstadsbladet 18.10.2020.